# Simson MSA 50
Simson MSA 50 Spatz – motorynka produkowana w latach 1999–2002. Model otrzymał Turyński Medal za Design w 1999 roku. Zastosowano w nim silnik firmy HER CHEE o pojemności 49,3 cm³ z automatyczną skrzynią biegów. Do produkcji wykorzystano kilka podzespołów pochodzących z istniejących modeli motorowerów Simson. Produkowano również wersję MSA 25 (Spatz 25) o prędkości ograniczonej do 25 km/h, co kwalifikowało motorynkę jako Mofę.

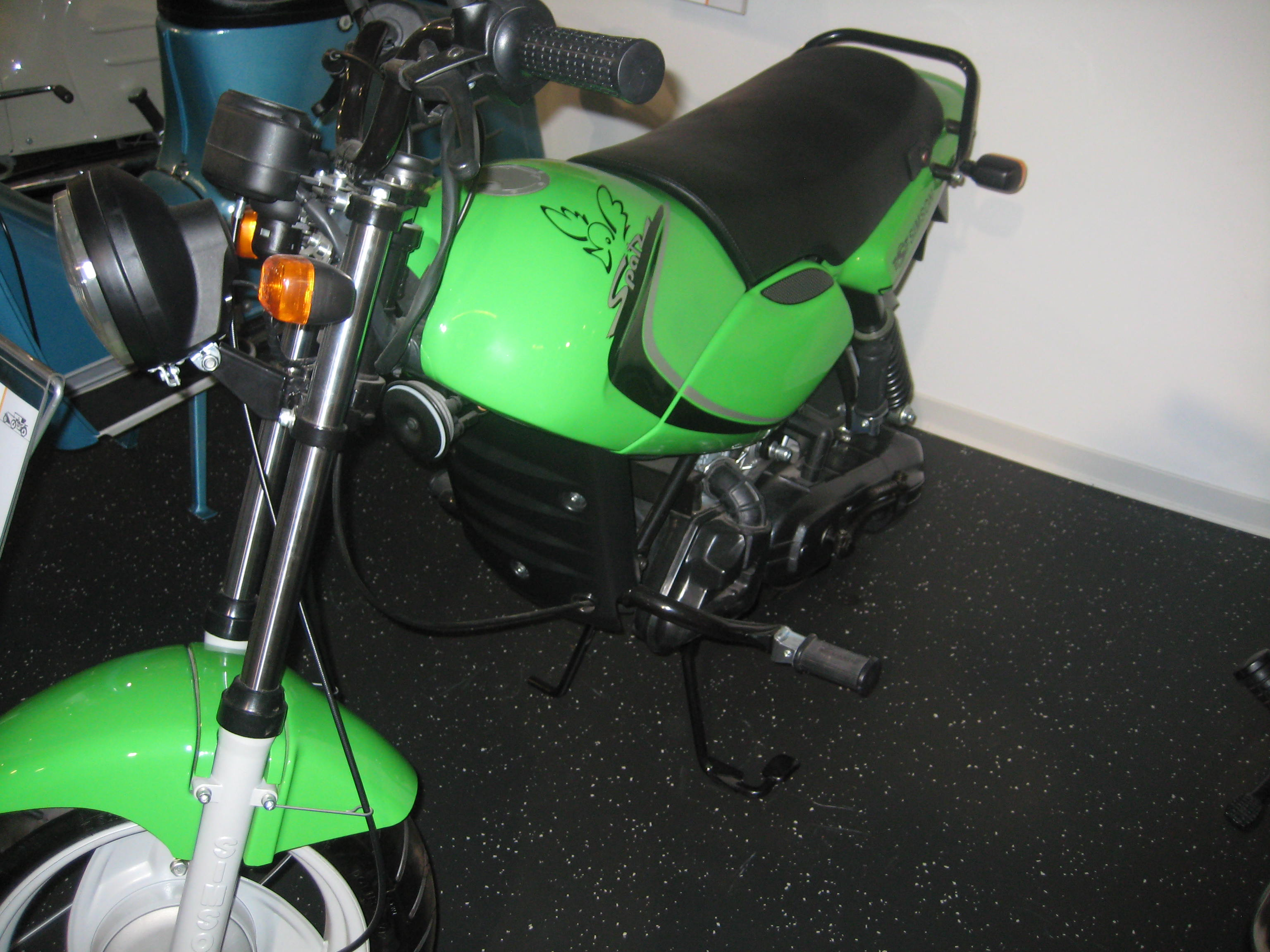
Simson MSA50 Spatz – widok z lewej strony

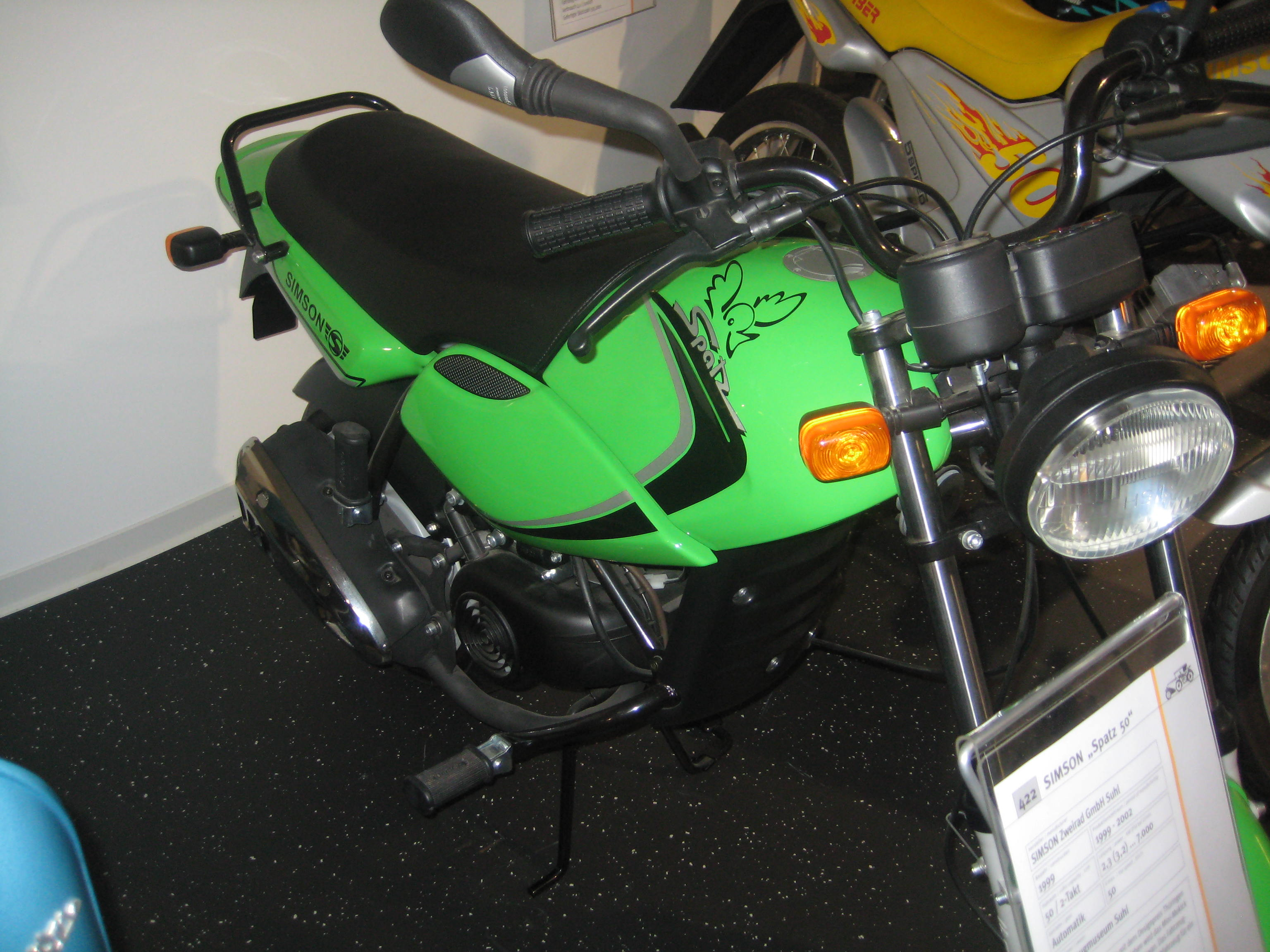
Simson MSA50 Spatz – widok z prawej strony

## Dane techniczne
- Silnik: HER CHEE AT-50JT
- Moc maksymalna: 2,3 kW (3,1 KM) przy 7000 obr./min
- Moment maksymlany: 3,75 Nm przy 5000 U/min
- Średnica x skok tłoka: 40,0 × 39,2 mm
- Stopień sprężania: 10,5:1
- Smarowanie: automatyczne
- Chłodzenie: powietrzem wymuszone wentylatorem
- Prędkość maksymalna: 50 km/h (45 km/h od roku 2001) lub 25 km/h w modelu Spatz 25
- Zużycie paliwa: ok. 3,8 l./100 km